# David Nimmo
David Nimmo (né le 25 juillet 1982 à St. Albert, dans la province de l'Alberta au Canada) est un joueur professionnel canadien de hockey sur glace.

## Carrière de joueur
Après une carrière de quatre saisons avec l'Université d'Alabama-Hunstville, Nimmo se joignit aux Gorillas d'Amarillo de la Ligue centrale de hockey pour la saison 2007-2008. Au terme de cette première saison professionnelle, il fut nommé recrue de l'année en plus d'être nommé dans l'équipe d'étoiles des recrues.
Il passa la saison suivante dans l'ECHL, débutant avec les Everblades de la Floride mais passa aux mains de Royals de Reading après une seule partie avec le club de la Floride.

## Statistiques
| Saison    | Équipe                                        | Ligue |    | Saison régulière | Saison régulière | Saison régulière | Saison régulière | Saison régulière |   | Séries éliminatoires | Séries éliminatoires | Séries éliminatoires | Séries éliminatoires | Séries éliminatoires |
| Saison    | Équipe                                        | Ligue | PJ | B                | A                | Pts              | Pun              | PJ               | B | A                    | Pts                  | Pun                  |                      |                      |
| 2002-2003 | Mustangs de Melfort                           | SJHL  | 60 | 36               | 39               | 75               | 96               | -                | - | -                    | -                    | -                    |                      |                      |
| 2003-2004 | Chargers de l'Université d'Alabama-Huntsville | NCAA  | 26 | 0                | 1                | 1                | 8                | -                | - | -                    | -                    | -                    |                      |                      |
| 2004-2005 | Chargers de l'Université d'Alabama-Huntsville | NCAA  | 23 | 2                | 3                | 5                | 12               | -                | - | -                    | -                    | -                    |                      |                      |
| 2005-2006 | Chargers de l'Université d'Alabama-Huntsville | NCAA  | 31 | 9                | 12               | 21               | 34               | -                | - | -                    | -                    | -                    |                      |                      |
| 2006-2007 | Chargers de l'Université d'Alabama-Huntsville | NCAA  | 36 | 14               | 21               | 35               | 56               | -                | - | -                    | -                    | -                    |                      |                      |
| 2007-2008 | Gorillas d'Amarillo                           | LCH   | 64 | 41               | 43               | 84               | 67               | -                | - | -                    | -                    | -                    |                      |                      |
| 2008-2009 | Everblades de la Floride                      | ECHL  | 1  | 0                | 0                | 0                | 0                | -                | - | -                    | -                    | -                    |                      |                      |
| 2008-2009 | Royals de Reading                             | ECHL  | 50 | 11               | 13               | 24               | 60               | -                | - | -                    | -                    | -                    |                      |                      |
| 2008-2009 | Édimbourg Capitals                            | EIHL  | 15 | 7                | 8                | 15               | 20               | -                | - | -                    | -                    | -                    |                      |                      |
| 2009-2010 | Gorillas d'Amarillo                           | LCH   | 53 | 29               | 22               | 51               | 58               | -                | - | -                    | -                    | -                    |                      |                      |
| 2010-2011 | Americans d'Allen                             | LCH   | 56 | 16               | 26               | 42               | 47               | 5                | 1 | 0                    | 1                    | 15                   |                      |                      |
| 2011-2012 | Sundogs de l'Arizona                          | LCH   | 31 | 7                | 17               | 24               | 20               | -                | - | -                    | -                    | -                    |                      |                      |
| 2011-2012 | Gems de Dayton                                | LCH   | 28 | 6                | 10               | 16               | 20               | -                | - | -                    | -                    | -                    |                      |                      |

## Trophées et honneurs personnels
- Ligue centrale de hockey
  - 2008 : nommé dans l'équipe d'étoiles des recrues[2]
  - 2008 : recrue de l'année[3]